# Plectaneia breviloba
Plectaneia breviloba är en oleanderväxtart som beskrevs av Markgraf. Plectaneia breviloba ingår i släktet Plectaneia och familjen oleanderväxter. Inga underarter finns listade i Catalogue of Life.